# Hypocacculus gambiensis
Hypocacculus gambiensis är en skalbaggsart som beskrevs av Rolf Martin Theodor Dahlgren 1981. Hypocacculus gambiensis ingår i släktet Hypocacculus och familjen stumpbaggar. Inga underarter finns listade i Catalogue of Life.